# Municipio de Capitán Luis Ángel Vidal
El municipio de Capitán Luis Ángel Vidal (o también Capitán Luis A. Vidal) es uno de los 124 municipios que conforman el estado mexicano de Chiapas.

## Historia
La localidad Capitán Luis Ángel Vidal, cabecera homónima del municipio, se funda en el año de 1954, durante la presidencia del Lic. Adolfo López Mateos, tomando el cargo como primer comisariado ejidal el c. Raymundo Roblero Morales del Barrio Santa María, la población se mezclan habitantes con raíces en la misma región Fraylesca como colonos de ascendencia soconusqueña o guatemalteca con el idioma mam por lengua materna, vestuario colorido la mujer y el hombre vestuario de manta de origen maya.
El día 27 de abril de 2017, a razón de mejorar las condiciones de los habitantes de la zona, facilitando su acceso a los servicios públicos, se promulga la creación del municipio libre de Capitán Luis Ángel Vidal. El 19 de diciembre del mismo año Rigoberto Morales Ramírez, Nelcy Janeth Barrios López; Francisco López Cancino; Gloria Matías López y Natividad Roblero Vázquez, son mobrados como Concejal presidente, Concejal Sindico y concejales regidores, respectivamente. El día 1 de julio de 2018 celebra sus primeras elecciones municipales quedando como presidenta la ciudadana Emiselda González Roblero por el partido Partido Verde Ecologista de México.
El cultivo predominante en la zona es el café, este cultivo ha favorecido que en las aproximadamente 22 mil hectáreas que abarca el municipio exista una importante red de caminos secundarios de difícil trazo y no transitables durante todo el año, estas malas condiciones de caminos hacen que los tiempos de recorrido entre un lugar a otro sean extremadamente largos.

## Geografía

### Localización

Mapa de La Fraylesca, el municipio Capitán Luis Vidal se ubica en el extremo sureste de esta.

El municipio se halla en las coordenadas 15°36'4"N, 92°37'44"O, dentro de la región socioeconómica VI de La Fraylesca, limita al norte con los municipios de Montecristo de Guerrero y Ángel Albino Corzo, al este con Siltepec, al sur con Acacoyagua y Escuintla y al oeste con Mapastepec.

### Orografía
El municipio se encuentra en la vertiente interior de la Sierra Madre de Chiapas, por tal motivo el relieve es accidentado correctamente caracterizado por altas montañas y profundos valles que abarcan altitudes desde los 900 m s. n. m. hasta los 2300 m s. n. m. en las cumbres más altas, todo el territorio del municipio se encuentra dentro de la Reserva de la Biosfera El Triunfo y el área natural protegida Pico El Loro-Paxtal.

### Flora y fauna
La flora es característica de altas montañas y bosques con vegetación de bosques mesofilo de montaña y bosque de pino, como el oyamel, donde habitan aves en peligro de extinción como el quetzal y el pavón, y mamíferos tales como el venado y el jabalí.
| Flora y fauna de Capitán Luis A. Vidal |         |       |        |        |
|                                        |         |       |        |        |
| Oyamel                                 | Quetzal | Pavón | Venado | Pecari |

## Demografía
En el censo de 2020 el municipio de Capitán Luis Ángel Vidal contaba con 43 localidades.
| Código INEGI      | Localidad                | Población (2020) |
| ----------------- | ------------------------ | ---------------- |
| 071200001         | Capitán Luis Ángel Vidal | 638              |
| Otras localidades | Otras localidades        | 3 677            |
| Total municipal   | Total municipal          | 4 315            |

## Cultura
Dentro el ámbito cultural y por ser un municipio reciente y ubicado en zona de alta marginación la consideramos en un término medio debido a que en años atrás para que los jóvenes pudieran prepararse tenían que salir a los pueblos lejanos y adquirir un título. 
Las tradiciones del municipio giran principalmente en torno a las celebraciones religiosas de la fe católica, la celebración característica del municipio es la de la virgen de Lourdes el día 11 de febrero el cual se viene celebrando desde el año 1932, traída desde la ciudad de Acapetahua, Chiapas en un caminar de 8 días sobre la sierra madre, de igual manera el 15 de agosto se celebra a la virgen de la Asunción, en donde los fieles católicos se reúnen de diferentes lugares para el festival que organiza el pueblo en general. Durante la conmemoración de todos los santos y de los fieles difuntos los días 1 y 2 de noviembre se acostumbra visitar a los restos mortales de seres queridos fallecidos en donde hay adornos típicos. Ante esta celebración se acostumbra poner tamales, pan, flores según lo que le gustara al difunto.